# Josep Lluís Pons i Gallarza

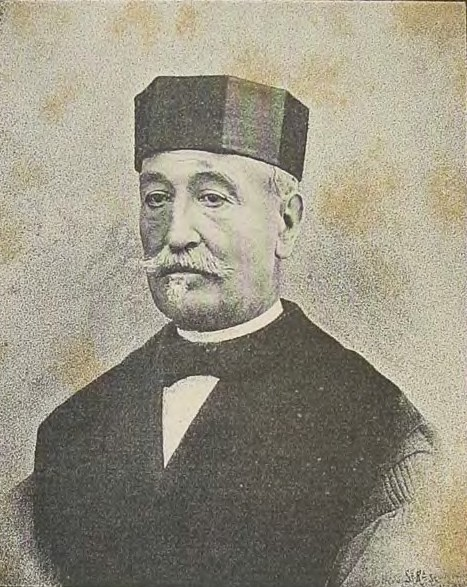
Josep Lluís Pons i Gallarza, 1892

Josep Lluís Pons i Gallarza (* 24. August 1823 in Sant Andreu de Palomar (heute zu Barcelona); † 22. August 1894 in Sóller (Mallorca)) war ein katalanischer Lyriker. Pons war einer der Impulsgeber für die Wiederbelebung des romantischen Dichterwettbewerbes der Jocs Florals von Barcelona im 19. Jahrhundert.

## Leben
Pons war der Sohn eines mallorquinischen Vaters und einer spanischen Mutter, die sich in Barcelona niedergelassen hatten. Er studierte Philosophie und Geisteswissenschaft sowie Recht in Barcelona und erwarb 1843 sein Lizenziat in Geisteswissenschaften und 1850 in Recht. 1849 folgte er auf Pau Piferrer auf dem Rhetorik-Lehrstuhl des Instituts von Barcelona. 1861 ließ er sich in Palma (Mallorca) nieder, wo er als Professor für Geschichte und Geographie am Institut der Balearen tätig war. Hier schrieb er wichtige Lehrwerke für seine Studenten, unter anderem für die Schriftsteller Joan Alcover, Miquel dels Sants Oliver, Mateu Obrador, Bartomeu Ferrà und Gabriel Maura. Er schrieb Einführungswerke in das Studium der klassischen lateinischen und spanischen Literatur.
Im Jahr 1859 war er einer der sieben Initiatoren der Wiederbelebung der Jocs Florals von Barcelona. 1867 wurde er zum Gai Saber, zum Meister der fröhlichen Wissenschaft der Jocs Florals von Barcelona ernannt. In den Jahren 1870 und 1878 war er selbst Präsident dieser Jocs Florals. In Mallorca leitete er den Kulturverein Ateneu Balear. Er war der Gründer der Zeitschrift Revista Balear und Direktor des Nachfolgeorgans Museo Balear (1875–1877; 1884–1888).
Seine kurze Tätigkeit als katalanischsprachiger Lyriker – einige frühe kastilische Gedichte sind unveröffentlicht geblieben – zeichnet sich formal durch eine bemerkenswerte Perfektion aus. Er schrieb Verse in klassischen Metren und einer besonders gewählten Sprache. Andererseits sind Gedichte wie L’alfang und La mort dels Montcades, obwohl thematisch und in der Stimmlage für die Blumenspiele von Barcelona verfasst, von einem ausgeprägten Klassizismus geprägt. In ihnen findet man den besten Ausdruck seiner Visionen der mallorquinischen Landschaft. Besonders gelungene Gedichte dieser Art sind Els tarongers de Sóller (Die Orangenbäume von Sóller) und L’olivera mallorquina (Der mallorquinische Olivenbaum). Es tauchen auch Gedichte einer vollkommen anderen Thematik wie Lluita de braus (Der Kampf der Bullen) in seinem lyrischen Werk auf.
Seine literarischen Arbeiten wurden 1892 im Verlag Lectura Popular in Palma nur teilweise veröffentlicht. Erst 1975 wurde eine Gesamtausgabe herausgegeben.